# Dravidiërs
De Dravidiërs zijn de sprekers van Dravidische talen, voornamelijk in het zuiden van het Indische subcontinent. Hoever noordelijk de Dravidische talen vroeger voorkwamen en of ze ook de oorspronkelijke dragers waren van de Indusbeschaving is nog altijd een punt van discussie.
Tussen 2000 en 1000 v.Chr. werd de bevolking van Noord-Indië grotendeels onderworpen door de Indo-Europese Ariërs die vanuit hedendaags Afghanistan het subcontinent binnenvielen. Volgens een andere interpretatie ging het eerder om sterke vermenging in plaats van verovering. De mengvorm tussen de twee culturen resulteerde in het klassieke hindoeïsme. Waarschijnlijk is het grootste deel van het hindoeïsme zoals de traditie van yoga, nog altijd gebaseerd op de oorspronkelijke godsdienst van deze eerdere bewoners. Het kastenstelsel lijkt echter tot nu toe een echt Arisch toevoegsel te zijn.
De Chola's hebben later in Zuid-India een aantal van de bekendste klassieke werken in Dravidische architectuur nagelaten. Tempels werden niet alleen als religieuze, maar ook economische centra gebouwd. De Chola's hadden een sterk gecentraliseerde staat en een gedisciplineerde bureaucratie.
Volgens verschillende genetische studies zijn de Dravidiërs afstammelingen van vroege Iraanse landbouwers die meer dan 12.000 jaar geleden naar Noord-India migreerden. Na de val van de Indusvallei begonnen de Dravidiërs zich naar het zuiden van India te verspreiden, waarbij ze lokale jager-verzamelaars assimileerden. De vroegste Dravidiërs hadden tussen 87% en 98% neolithisch DNA uit West-Azië en waren waarschijnlijk nauw verwant aan de Elamieten van Zuid-Iran en de populaties van de oostelijke vruchtbare halve maan. Moderne Dravidiërs hebben het grootste deel van hun neolithische afkomst uit West-Azië bewaard en behoren voornamelijk tot de vaderlijke haplogroepen L en H, die West-Euraziatische (Kaukasisch) lijnen zijn. Deze neolithische afkomst uit West-Azië vormt met ongeveer 60% de belangrijkste afkomst van de moderne Zuid-Aziaten. De afkomst van de Indo-Arische steppe vertegenwoordigt ongeveer 30%, terwijl de afkomst van inheemse jager-verzamelaars gemiddeld 10% is.